# Anzoátegui Fútbol Club (2021)

## Información
El Anzoátegui Fútbol Club es un club de fútbol profesional venezolano con sede en Puerto La Cruz, estado Anzoátegui. Fundado el 18 de diciembre de 2021, representa una nueva institución sin vínculos con el club del mismo nombre fundado en 1966.
Actualmente compite en la Primera División de Venezuela, participando en el Torneo Apertura 2025, Torneo Clausura 2025 y en la Copa Venezuela. Disputa sus partidos como local en el Estadio Monumental José Antonio Anzoátegui, con capacidad para 37,485 espectadores.

## Historia del Club
Fundado el 18 de diciembre de 2021, el club nació bajo el nombre de Academia Anzoátegui Fútbol Club, también conocido como ACANZ FC, con una visión clara; convertirse en un semillero de talentos juveniles dentro del estado Anzoátegui. Desde sus inicios, el proyecto apostó por una estructura profesional que abarcara desde las categorías menores, con entrenadores capacitados, metodologías modernas de formación y una identidad regional fuerte. Su objetivo principal era representar dignamente al estado en competencias nacionales, recuperando el protagonismo perdido tras la desaparición de Deportivo Anzoátegui Sport Club.
En el año 2022, la Federación Venezolana de Fútbol (FVF) y la Liga FUTVE reconocieron el potencial del proyecto deportivo de ACANZ FC, aprobando su ingreso a la segunda división del fútbol venezolano. Este reconocimiento no solo validó la solidez institucional del club, sino que también marcó el retorno oficial de Anzoátegui al fútbol nacional del país.
El club Academia Anzoátegui FC debutó ese mismo año convirtiéndose en el representante oficial del estado Anzoátegui en el fútbol nacional. Su desempeño fue notable, pues en su primera temporada logró avanzar hasta la gran final del torneo, enfrentándose a Angostura. En una serie reñida, el equipo empató 1-1 en el partido de ida, pero cayó 3-1 en la vuelta, quedando como subcampeón en su primera temporada, un logro que consolidó su reputación como un proyecto emergente con gran proyección.
Previo al inicio de la temporada 2024, el club decidió dar un paso simbólico, cambió su nombre a Anzoátegui Fútbol Club, adoptando una identidad más directa y representativa del estado. Este cambio reflejaba no solo una evolución institucional, sino también una intención de consolidarse como el heredero legítimo del legado futbolístico regional.
Durante esa temporada, Anzoátegui FC volvió a demostrar su competitividad al alcanzar nuevamente la gran final de la Liga FUTVE 2. Esta vez, se enfrentó a Yaracuyanos FC, cayendo 1-0 en el partido de ida y empatando 0-0 en la vuelta, lo que lo dejó nuevamente como subcampeón, pero reafirmando su consistencia y ambición deportiva dentro del país.
Tras el cierre de la temporada 2024, comenzaron a circular rumores sobre una posible fusión estratégica con Angostura FC, el campeón de la segunda división en 2022. Según versiones extraoficiales, Angostura cedería su plaza en la primera división como parte de un acuerdo institucional que permitiría a Anzoátegui FC ocupar su lugar en la Liga FUTVE, la máxima categoría del fútbol venezolano.
Aunque el club no logró el ascenso directo por méritos deportivos propios, esta alianza le permitió regresar oficialmente a la primera división, marcando un hito histórico para el fútbol oriental. La ciudad de Puerto La Cruz volvió a tener una representación dentro de la élite del fútbol nacional, con Anzoátegui FC estableciendo su sede en el emblemático Estadio José Antonio Anzoátegui, recinto que fue sede de la Copa América 2007 y hogar del anterior representante de Anzoátegui en la máxima categoría extinto en 2019 Deportivo Anzoátegui SC.

## Palmarés

### Era Profesional
Nota: Indicador del récord del torneo 
Torneos nacionales
| Competición nacional          | Títulos | Subcampeonatos |
| ----------------------------- | ------- | -------------- |
|                               |         |                |
| Segunda División de Venezuela |         | 2022, 2024     |